# Johannes Vodnianus Campanus
Johannes Vodnianus Campanus, (tudi Jan Vodňanský Campanus, Jan z Vodňan, Jan Campanus-Vodňanský, Jan Kampánus Vodňanský, Janu Campanovi Vodňanském, Ionnes Campanus Vodnianus), češki humanist, skladatelj, pedagog, pesnik, dramatik, jezikoslovec in zgodovinar, * 27. december 1572, † 13. december 1622.
Na Karlove univerze v Pragi, kjer je bil dekan, prorektor in rektor, je predaval zgodovino, latinsko poezijo, latinščino in grščino.